# Tragiella
Sphaerostylis là một chi thực vật có hoa trong họ Đại kích

## Loài
Chi này gồm các loài sau: